# Pardosa krausi
Pardosa krausi là một loài nhện trong họ Lycosidae.
Loài này thuộc chi Pardosa. Pardosa krausi được Carl Friedrich Roewer miêu tả năm 1959.